# Abbaye de Mazan
L'abbaye de Mazan est une abbaye cistercienne ruinée située à Mazan-l'Abbaye, à plus de 1 100 mètres d'altitude, dans le département de l'Ardèche en France.
Fondée en 1120, au tout début de l'expansion de l'ordre cistercien, l'abbaye, malgré son site très hostile, prospère au point de fonder de nombreuses abbayes-filles aussi bien en Auvergne qu'en Provence.
Tombée en commende au XVIe siècle, elle s'étiole et sa communauté est de plus en plus réduite, jusqu'à ne plus compter que six moines à la Révolution française. Cette dernière ferme l'abbaye, qui tombe peu à peu en ruines
L'intérêt patrimonial des ruines ne commence à émerger que dans la seconde partie du XIXe siècle, mais ce n'est qu'en 1946 que celles-ci sont classées monument historique

## Historique

### Fondation
La fondation de l'abbaye a été sujet à débats entre historiens à partir de l'interprétation de deux textes lacunaires.
Une charte rédigée en 1123 par l'évêque de Viviers, au moment de la consécration de l'église, dans laquelle il affirme qu'il avait installé un groupe d'ermites de son diocèse à Mazan.
Dans le neuvième chapitre de la Vie du bienheureux Amédée d'Hauterive, il est expliqué comment il a fondé l'abbaye de Mazan.
La solution de cette contradiction apparente a été donnée par Lucien Parat en expliquant que la fondation de l'abbaye de Mazan a été faite en deux temps : en 1119, l'évêque de Viviers, Léger ou Leodegarius, est sollicité par des hommes désireux de vivre une vie érémitique et cherchant un lieu propice à cette vie. La terre dite « Mas d'Adam » (qui sera au fur et à mesure contracté en « Mazan ») appartenant à Pierre Itier, seigneur de Géorand, et père de Pierre Itier, chanoine de la cathédrale, leur est donnée. Ce dernier a quitté la cathédrale pour se joindre aux ermites. La construction du monastère a alors commencé.
Après s'être installés au mas d'Adam, pour une raison inconnue, les ermites se sont rendus à la fin de 1121 à l'abbaye de Bonnevaux, dirigée par Jean de Bonnevaux et rattachée à l'ordre cistercien où ils ont fait profession. Amédée d'Hauterive (futur abbé d'Hautecombe et futur évêque de Lausanne) a été envoyé à Mazan pour organiser le domaine de l'abbaye,,. Douze moines sont alors revenus de l'abbaye de Bonnevaux à celle de Mazan, sous la conduite de Pierre Itier, en 1123. L'église abbatiale de Mazan a alors été consacrée par l'évêque de Viviers en juillet de la même année et la charte de fondation de l'abbaye date de la même année. Il est probable que l'église construite par l'évêque de Viviers entre 1119 et 1123 n'est pas l'abbatiale dont il reste des vestiges et qui a probablement dû être construite vers 1140-1150. Les bâtiments monastiques ont été construits entre les années 1136 et 1217.

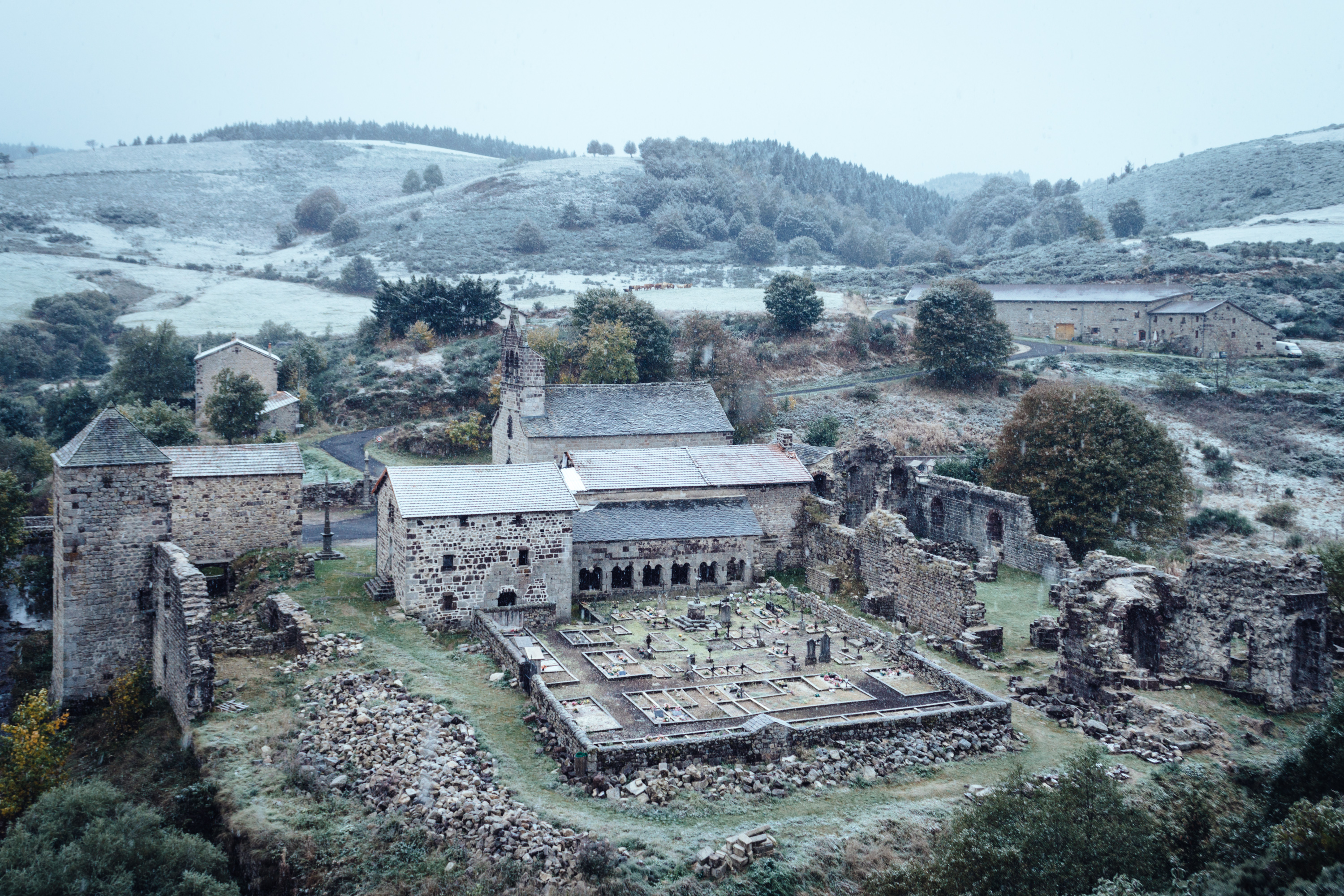
Les ruines de l'abbaye en hiver.

Le nom de la famille de Chanaleilles doit être rappelé car elle a donné plusieurs abbés à l'abbaye et certains de ses membres y furent inhumés.

### Prospérité
L'abbaye a acquis des terrains dans le val d'Itier, affluent de la Loire, et la vallée de Vauclare, affluent de l'Ardèche. L'accroissement du domaine foncier de l'abbaye a été très rapide comme le montre le cartulaire de l'abbaye conservé aux archives du département de l'Ardèche. Presque tous les grands seigneurs de la région ont fait des dons à l'abbaye. L'abbaye croît rapidement, au point de fonder trois abbayes-filles et d'en affilier une autre du vivant même du premier abbé. C'est tout d'abord l'abbaye de Sylvanès, vers 1132 ; en 1136, l'abbaye de Florièyes s'affilie à Mazan, qui y envoie une douzaine de moines ; quelque temps après, cette dernière fondation décide de se déplacer d'une vingtaine de kilomètres et de fonder l'abbaye du Thoronet ; en 1148, c'est au tour de l'abbaye de Sénanque d'être fondée et rattaché à Mazan ; enfin, entre 1147 et 1161 est fondée l'abbaye Notre-Dame de Bonneval. L'abbaye, à la suite de nombreux dons et legs de seigneurs voisins, agrandit également considérablement ses possessions aux XIIe et XIIIe siècles, en construisant ou acquérant des granges telles que la grange de Cheylard à Aubenas ou la grange de Berg. En 1217, le pape Honorius III publie une bulle de privilèges énumérant ses possessions et montrant avec quelle rapidité elle les avait augmentées et prend l'abbaye sous sa protection, la soustrayant à la juridiction de l'évêque de Viviers.
En 1285, le sénéchal de Beaucaire, Garin d'Amplepuys, fonde avec Foulques, abbé de Mazan, la ville de Villeneuve-de-Berg sur un territoire qui appartenait à l'abbaye de Mazan, et qui s'appelait auparavant d'el Périer de Bia.
Ce patrimoine important est source de convoitise lors des périodes de trouble, et les moines sont forcés de construire des fortifications pour s'abriter des pillards de la guerre de Cent Ans.

### Le déclin
À partir de 1469, l'abbaye de Mazan, comme l'immense majorité des abbayes européennes, tombe sous le régime de la commende : l'abbé n'est plus un moine mais une personne extérieure, ne se préoccupant pas de la règle, mais uniquement des revenus de l'abbaye. Ce régime entraîne dans tous les lieux où il est appliqué une décadence plus ou moins rapide ; c'est le cas à Mazan, où la commende entraîne une très nette baisse de la ferveur religieuse, mais aussi une rapide décrépitude des bâtiments. En 1661, une douzaine de moines seulement vivent dans l'abbaye ; ce nombre est tombé à six lorsque la Révolution française ferme définitivement le monastère en 1790, qui, comme beaucoup d'autres maisons religieuses, devient une carrière de pierres.

### Dégagement des ruines et restauration
Dans l'article écrit en 1858 pour le Congrès archéologique de France, l'architecte Raymondon s'inquiète de l'état d'abandon de l'abbaye. L'abbatiale est encore voûtée, mais déjà sa couverture avait été enlevée et il craignait que la ruine de l'église arrive rapidement si rien n'était fait. L'église a pourtant été classée dès 1847, mais elle a été abandonnée comme église paroissiale en 1843 et une nouvelle église avait été construite vers 1845 en réutilisant les pierres de l'abbaye.
Ce n'est qu'après la visite du site par l'ancien préfet de l'Ardèche organisée par la Société de sauvegarde des monuments de l'Ardèche que date la prise de conscience de l'intérêt de la sauvegarde du site. Les premiers travaux importants de dégagement du site ont été entrepris en 1966-1967 sous la direction de l'architecte en chef des monuments historiques, M. Jean-Claude Rochette. Ces premiers travaux ont mis en évidence la similitude de style et de technique des abbayes de Mazan, Sénanque et Le Thoronet ce dont se doutait déjà Marcel Aubert quand il écrivait en 1943 au sujet de l'abbatiale de Mazan : « Les ruines de l'église servent depuis un siècle de carrière aux habitants, et si l'on n'y prend garde, il ne restera bientôt plus rien de cet important édifice, qui paraît avoir eu une grande influence sur certaines de ses filles, notamment Le Thoronet et Sénanque ».